# Последний день (фильм)
«Последний день» (фр. Le dernier jour, англ. The last day) — французская драма 2004 года режиссёра Родольфа Маркони.

## Сюжет
Восемнадцатилетний Симон едет в Ла-Рошель на новогодние каникулы к родителям. В поезде молодой человек знакомится с девушкой Луизой. Вместе с ней юноша приезжает в холодный отчий дом на берегу серого моря. Домашние считают их с Луизой парой, ведь они спят в одной кровати. Симон испытывает чувства к Луизе, но она считает его лишь другом. Матьё, друг Симона, становится её привязанностью. Симон ищет смысл жизни, но не находит его ни в семье, ни в любимой девушке, ни в шуме прибоя, ни в фотографиях, ни в кино. Разворачивается трагедия...

## Актёрский состав
| В ролях         |  | Персонаж |
| --------------- |  | -------- |
| Гаспар Ульель   |  | Симон    |
| Мелани Лоран    |  | Луиза    |
| Бруно Тодескини |  | Марк     |
| Элиссон Паради  |  | Алис     |
| Николь Гарсиа   |  | Мари     |
| Кристоф Малавуа |  | Жан-Луи  |
| Тибо Венсон     |  | Матьё    |
| Даниель Берлью  |  | Пьер     |